# Pacinje
Pacinje este o localitate din comuna Ptuj, Slovenia, cu o populație de 206 locuitori.